# Пелих Ігор Дмитрович
І́гор Дми́трович Пе́лих (3 лютого 1974, Тернопіль — 8 травня 2009, Київ) — український телеведучий, тележурналіст, шоумен, музикант, композитор і продюсер. Засновник і генеральний продюсер продакшн-студії «Роги і Копита Продакшн».

## Життєпис
Ігор Пелих народився 3 лютого 1974 року в Тернополі. Навчався у тернопільській середній школі № 18. Після розлучення батьків Ігор жив переважно з татом, який за певний час обзавівся новою сім'єю. Мати так само мала вже свою сім'ю. Коли Ігорю було 16 років — тато помер від хвороби.[джерело?] Після 8 класу школи закінчив Тернопільське вище професійне училище сфери послуг та туризму, де вивчився на майстра з ремонту взуття, якийсь час працював на фабриці.
1989 — взяв участь у створенні в Тернополі молодіжного самодіяльного товариства «Вертеп», потім належав до СНУМу, а згодом — до УНА-УНСО. Займався вільною боротьбою.
1993—1998 — грав на бас-гітарі у рок-групі «Nameless», був організатором у Тернополі музичного фестивалю «Нівроку». 1994 року для гурту «Нічлава Блюз» написав пісню «Ой по горі роман цвіте» на слова Тараса Шевченка. Пісня увійшла в репертуар Андрія Підлужного, Пікардійської терції і Юрія Йосифовича.
На Тернопільській обласній державній радіокомпанії створив і вів молодіжну музичну програму «Веселий Роджер», але через конфлікт з керівництвом перейшов разом з програмою на першу в місті FM-станцію «Радіо „Тернопіль“», де працював до 1998 року.
У 1998—1999 роках — ді-джей на «Радіо Столиці» (Київ).
З 1999 року — працював в телекомпанії «1+1», де разом з майбутньою дружиною Олександрою Лозинською, з якою познайомилися в інтернеті, вів програму «Не всі вдома».
У 1999—2004 роках — навчався в Інституті журналістики КНУ імені Тараса Шевченка.
З 2000 року — адміністратор сайту каналу ICTV. Згодом став ведучим телепрограм «Галопом по Європах» (туристична програма, телеканал ICTV), «На свою голову» (міський квест, телеканал ICTV), «Таксі» (інтелектуальне шоу, телеканал Сіті), «Лабіринт» та продюсером. Під час подій Помаранчевої революції 2004 року він був першим, хто повісив стрічки на каналі у знак незгоди з редакційною політикою каналу. Ось як він пояснював про свою позицію у книзі «Журналістська революція-2004. Події, люди, дискусії». Також безплатно брав участь у студентському страйковому концерті «Пора», через який у керівництва ICTV виникали питання до журналіста.
|  | Коли ж ми з Олександром Богуцьким зустрілись, то вже тоді мені було не байдуже, що в Україні робиться. Він мені сказав: «Ти обличчя каналу, не можеш сам по собі брати участь у якихось політичних розкладах». Я в деяких ситуаціях можу просто бути бультер'єром. Я це знаю. Я пояснив Богуцькому, що не виступаю проти каналу, бо знімаюсь у рекламі, де частина мого гонорару іде каналу. І це нормально, бо я розкручую канал, а канал розкручує мене. А з приводу політики, то я обличчя каналу на той момент, поки я на каналі. Коли я виходжу за межі території, на якій працюю, то далі стаю простим громадянином України. Ніяких погроз з боку Богуцького я не чув, але настрій тоді в мене був пригніченим. |

З 2005 року — засновник та генеральний продюсер студії «Роги і копита продакшн». З кінця 2008 року працював ведучим «ДСП-шоу» на радіо «Europa Plus».
Батько трьох дітей.

## Смерть

Могила Ігоря Пелиха, Байкове кладовище

Трагічно загинув 8 травня 2009 року близько 05:00 в ДТП у Києві, на проспекті Берестейському, 82. Водій авто, не дочекавшись приїзду ДАІ, зник з місця аварії. Винуватець, згодом, з'явився в міліцію сам та був засуджений на 9 років позбавлення волі та відшкодування майже у 2 млн грн. Прощання відбулося в приміщенні телеканалу ICTV. 10 травня 2009 року похований на Байковому кладовищі (ділянка № 33, 50°25′7.80″ пн. ш. 30°30′10.06″ сх. д. / 50.4188333° пн. ш. 30.5027944° сх. д.).

## Пам'ять
4 вересня 2009 року спеціальною премією від Національної Ради України з питань телебачення та радіомовлення був посмертно нагороджений премією «Телетріумф» за особливий внесок у розвиток українського телебачення.
У вересні 2009 року «Алея зірок» у Тернополі поповнилась зіркою Ігоря Пелиха.
У листопаді 2009 р. планувалося, що іменем Ігоря Пелиха назвуть вулицю в одному з нових кварталів його рідного міста Тернополя. Однак, згодом вирішили зробити якусь більш незвичайну пам'ятку, тому встановили так звану «Живу меморіальну таблицю» у вигляді телевізора на фасаді будинку на бульварі Тараса Шевченка, 23. 24 березня 2017 року депутати Тернопільської міської ради таки присвоїли ім'я Ігоря Пелиха одній з нових вулиць Тернополя в мікрорайоні «Північний»
Ігор Пелих згадується у пісні «Фідель» гурту ТНМК зі словами:
Поки Міхєй живий — я дитина,
Допоки Цой живий — я дитина,
Пелих поки живий — я дитина,
Я іще малий.
У межах проєкту #ПлакатиЩобНеЗабувати була створена підбірка плакатів із висловлюваннями Ігоря Пелиха та його світлинами.

## Нагороди
- Премія Телетріумф в номінації «Ведучий розважальної програми» (2003)[18]
- Лауреат премії «Телетріумф» (найкращий ведучий розважальних програм на українському телебаченні) в 2003 році.[19]
- Премія Телетріумф в номінації «За особистий внесок у розвиток українського телебачення премія „Телетріумф“» (2009)